# .gh
.gh este un domeniu de internet de nivel superior, pentru Ghana (ccTLD).